# Rio Câmpa
O Rio Câmpa é um rio da Romênia, afluente do Jiul de Est, localizado no distrito de Hunedoara.